# Stopån (naturreservat)
Stopån är ett naturreservat i Orsa kommun i Dalarnas län. Området är naturskyddat sedan 1991 och är 555 hektar stort. 
Stopån är ett biflöde till Unnan i nordvästra delen av Orsa kommun. Stopåns dalgång är djupt nedskuren mellan bergen Kaljomäck, Litåberget och Granängsberget vilka även de ingår i reservatet. Stopån avvattnar också det vidsträckta höjdområdet runt Andljusvarden och Gäddtjärnsvarden i naturreservatet Anjosvarden. Skogen i resevatet består av äldre högrest granskog som varit orörd av skogsbruk sedan början av 1900-talet då det gjordes dimensionsavverkningar.
Berggrunden i området domineras av porfyr och porfyrit men även stråk av diabas förekommer.

## Djurliv och växter
Djurlivet är typiskt för norra Dalarna och gynnas här av den gamla skogen och de ostörda förhållandena. Stopåns närområde tillsammans med biflödet Gravvasselns bäckravin är särskilt intressant ur florasynpunkt. Här växer kambräken som är en karktärsart för fuktiga hedskogar. Här finns även sällsynta knapphålslavar som trivs i fuktiga och skuggiga miljöer med gamla träd och stubbar. Även violettgrå tagellav och skuggblåslav har hittats. Bland hotade svampar finns bland annat lappticka, rynkskinn, rosenticka och doftskinn.

## Vidsträckt vildmark
Stopåns naturreservat ingår i ett stort sammanhängande kluster av naturreservat i norra Mora kommun. De angränsande reservaten är Anjosvarden, Våmhuskölen och Norra Mora vildmark. Dessa naturreservat utgör sammantaget ett vidsträckt och väglöst område på 20 924 hektar.
 

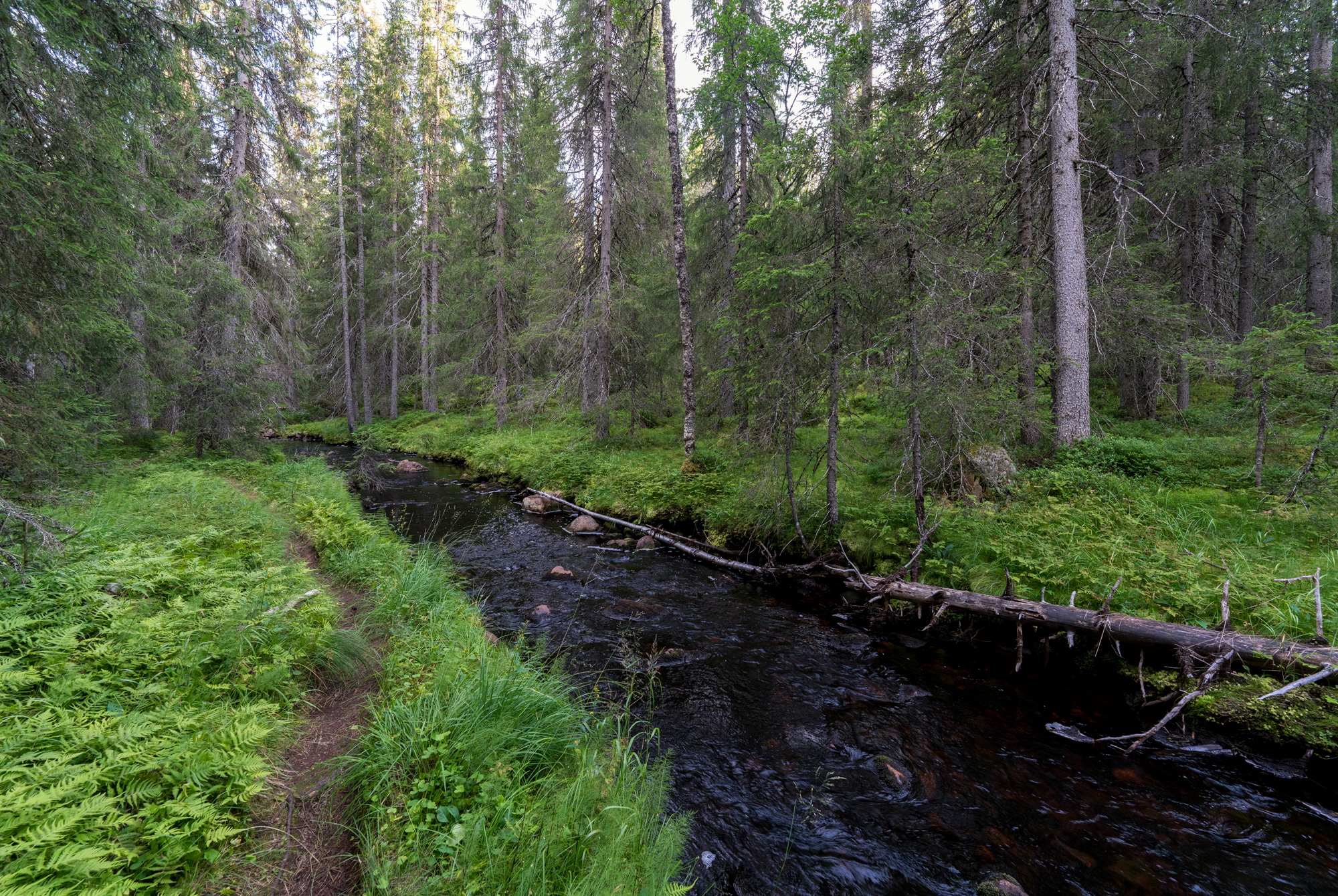
En stigslinga i reservatet följer Stopån.
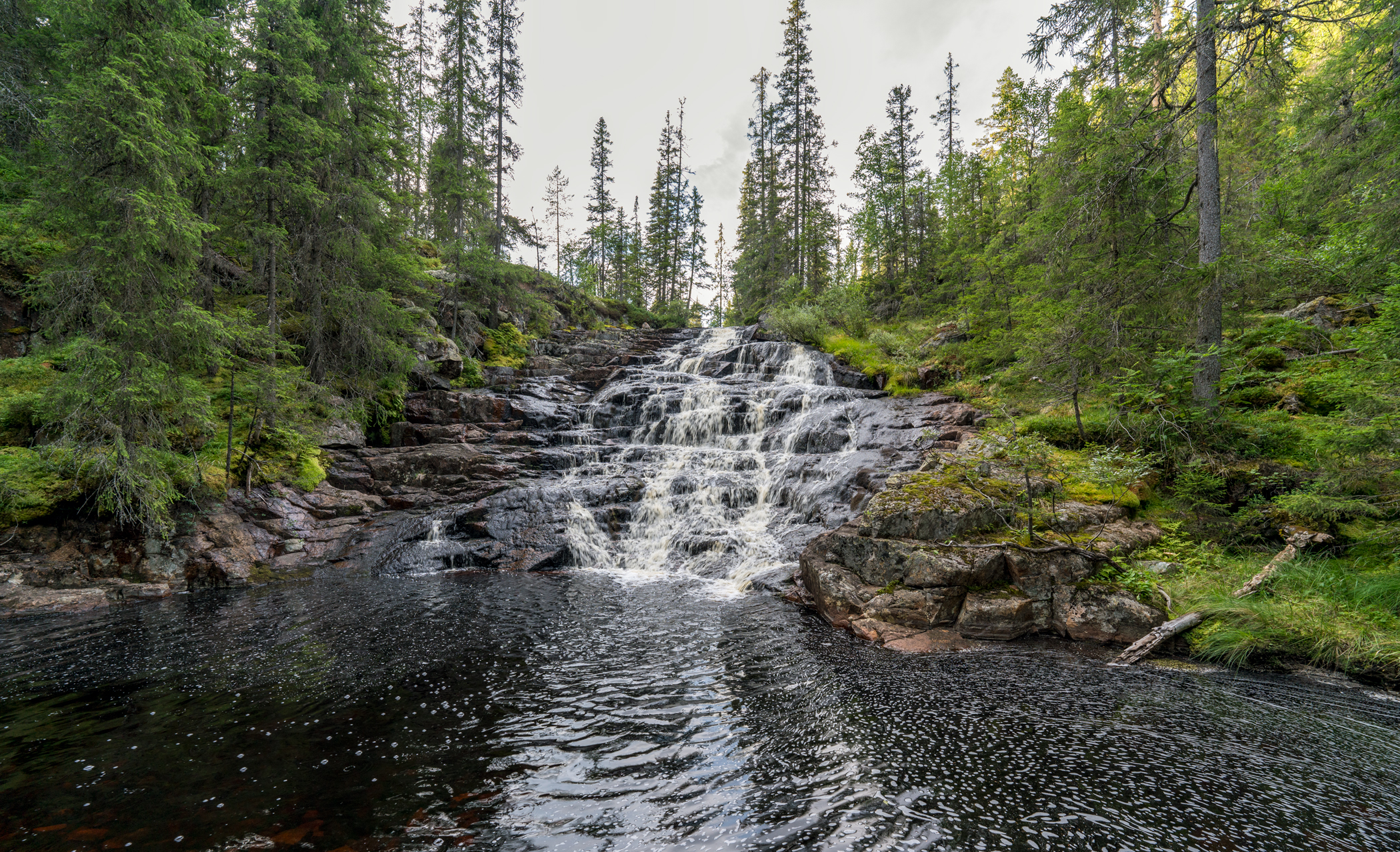
Det "Lilla vattenfallet" i Stopån.